# Ethring
Ethring es una población ficticia creada por el escritor británico J. R. R. Tolkien para las historias de su legendarium y que aparece en El Señor de los Anillos. Estaba situada en el reino de Gondor, al sur de la Tierra Media.

## Etimología
Ethring está compuesto por eth- que tal vez proviene de ath, que significa ‘a través’ y ring, ‘anillo’, que debe traducirse por ‘frío’, por el río Ringló, ‘aguada fría’, al que tal vez se refiere.

## Ubicación
Ethring era un pueblo apartado del reino de Gondor, a orillas del río Ringló, atravesado por el 
camino que iba desde Erech a Pelargir. La población estaba ubicada al norte de Gondor, a los pies de las Montañas Blancas, en la región del feudo de Lamedon.

## Historia
Ethring era un vado y una población de cierto tamaño, construida a ambos lados del río Ringló. Como gran parte de las poblaciones de Gondor, disponía de su propia guarnición de tropas y un señor, gobernador de la ciudad. Estando en el interior de Gondor, cerca de las Montañas Blancas y lejos de la costa, es muy probable que no sufriese daños durante las guerras que asolaron la Tierra Media. 
Si fueron sus hombres movilizados y puestos en armas durante la Guerra del Anillo para defender su capital de los ejércitos de Mordor. Una compañía de 300 hombres de la ciudad partió al mando de Dervorin hacia Minas Tirith para reforzar sus defensas. Mientras, su padre condujo a una fuerza mayor a la costa, para defenderla de los corsarios de Umbar.

Así fueron llegando las otras Compañías, saludadas y aclamadas por la multitud, y cruzaron la puerta hombres de las Tierras Lejanas que venían a defender la Ciudad de Góndor en una hora sombría; pero siempre en número demasiado pequeño, siempre insuficientes para colmar las esperanzas o satisfacer las necesidades. Los hombres del Valle de Ringló detrás del hijo del Señor, Dervorin, marchaban a pie: trescientos...
— Tolkien, 1980, «Minas Tirith».

La ciudad se aprovecha del tráfico proveniente del camino de Gondor y del comercio de las granjas de Lamedon, por lo que se convierte en una ciudad mercantil, sobre todo en los meses de cosecha.